# Lobo vị chúa tể vùng Currumpaw

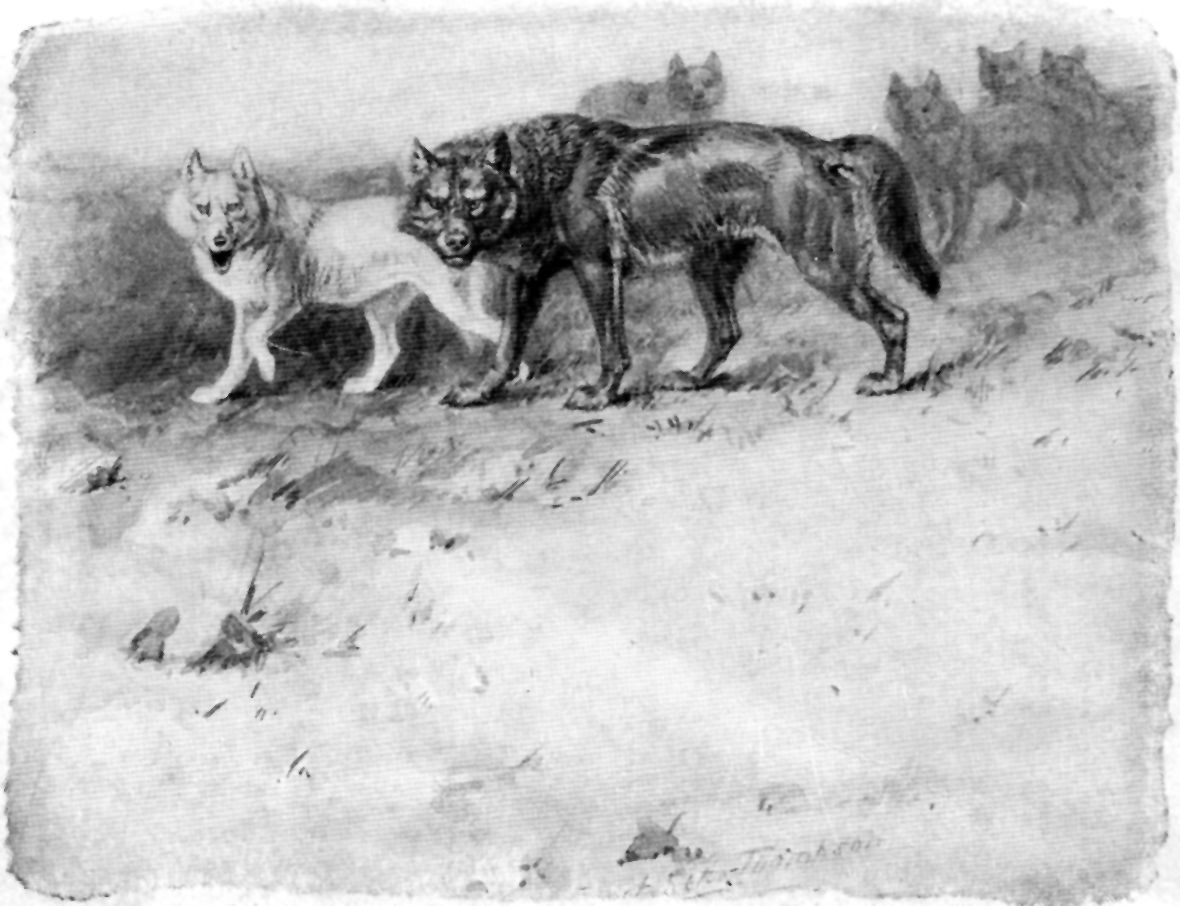
Lobo, Blanca và đàn sói Currumpaw

Lobo là tên một con sói ở Mỹ thời thế kỷ 19, nổi tiếng qua cuộc đối đầu với nhà tự nhiên học Ernest Thompson Seton. Trong cuốn Wild Animals I Have Known (1899) (Những con thú hoang dã mà tôi biết đến), Seton kể lại câu chuyện về Lobo, một con sói lớn, sống ở gần trang trại nuôi súc vật Currumpaw tại New Mexico. 

## Câu chuyện
Trong thập kỷ 1890, Lobo và đàn sói của nó, do nguồn động vật hoang dã khánh kiệt vì người định cư săn bắn hết, quay sang bắt súc vật nuôi của người định cư. Các chủ trang trại định hạ Lobo và đàn của nó bằng cách đánh bả, nhưng đàn sói gạt các phần bị tẩm thuốc độc ra. Những toan tính tiêu diệt đàn sói bằng cách đánh bẫy và săn đuổi đều thất bại, họ đặt giá 1.000 dollar (một khoản tiền rất lớn lúc đó) cho ai giết được Lobo. Nhiều thợ săn bị thu hút bởi khoản tiền kỷ lục này đến để thử sức, nhưng tất cả đều phải tay trắng quay về.
Ernest Thompson Seton quyết định vào cuộc để giành giải thưởng. Anh vốn là một thợ săn có tiếng ở Canada, và rất tự tin vào tài săn sói của mình. Anh đã phát triển một phương pháp đánh bả đặc biệt, và còn viết sách phổ biến kinh nghiệm cho các thợ săn sói khác, nên tin chắc chỉ cần hai tuần là đủ để hạ con sói huyền thoại này. Tuy nhiên, dù anh đã dùng nhiều cách đánh bả cũng như các loại thuốc độc khác nhau, Lobo đều nhận biết được và tránh khỏi. Tiêu biểu như một lần anh đặt năm miếng mồi tại các chỗ khác nhau, cẩn thận xóa hết hơi người trên đó. Ngày hôm sau, ba miếng mồi biến mất, Seton khấp khởi mừng thầm chắc là Lobo đã dính bả. Nhưng theo dấu đàn sói, anh tìm thấy bốn miếng mồi cùng nằm một chỗ, rác rưởi phủ lên trên, là cách mà Lobo tỏ ra "khinh miệt" các trò đánh bả này.
Seton đặt mua những chiếc bẫy sói đặc biệt, và đặt chúng trên vùng lãnh thổ kiếm ăn của Lobo. Lần theo dấu Lobo, anh thấy Lobo phát hiện ra hết các bẫy, rồi đi vòng quanh chúng và đánh sập hết. Sau nhiều lần thất bại, Seton đổi chiến thuật, thay vì đánh bẫy Lobo, anh quay sang đánh bẫy Blanca, là con sói cái trắng rất đẹp, bạn đời của Lobo. Lần này anh thành công, Blanca sập bẫy, khi anh tới nơi đặt bẫy, Blanca tru lên gọi Lobo, và xa xa, Lobo cũng tru lên đáp lại. Seton và bạn săn quăng thòng lọng vào cổ Blanca rồi phi ngựa về các hướng khác nhau, cho tới khi Blanca chết. Trong mấy ngày tiếp đó, Seton vẫn còn nghe tiếng tru của Lobo, mà anh kể lại là "nghe hết sức buồn thảm... nó không còn là tiếng tru vang vọng, đầy kiêu hãnh, mà là tiếng than vãn rền rĩ, não nùng." 
Bất chấp hiểm nguy, Lobo lần theo mùi của Blanca đến trang trại mà Seton cư ngụ, nơi anh giữ xác nó. Seton đặt thêm nhiều bẫy nữa và dùng xác Blanca để nhử Lobo. Mất hết thận trọng, Lobo bị sa bẫy, bẫy đặt rất dày, và sức khỏe ghê gớm của nó lần này không giúp được nó nữa, với cả bốn chân của nó bị bốn chiếc bẫy khóa chặt. Khi Seton đến gần, Lobo không hề sợ hãi vùng đứng thẳng lên, dù đã bị thương và kiệt sức sau hai ngày vùng vẫy, rồi cất lên một tiếng tru dài. Bạn săn của Seton muốn giết nó ngay, nhưng anh không đồng ý, mà trói nó lại, bịt mõm và đặt nó lên lưng ngựa mang về trại.
Về đến trại, Lobo không thèm nhìn đến những người đã bắt giữ nó khi họ xiềng nó lại bằng một dây xích sắt, chỉ đăm đắm nhìn ra thảo nguyên. Seton mang nước và thịt ra cho nó, nhưng Lobo không màng đụng đến. Đêm hôm đó, nó chết. Seton nhắc lại câu nói "nếu một con sư tử bị tước mất sức mạnh, nếu một con đại bàng bị tước mất tự do, và một con chim bồ câu bị mất bạn, thì tất cả đều vỡ tim mà chết"; anh hiểu con sói kiêu hãnh đã phải chịu cả ba nỗi đau khi nó chết. Bộ lông của Lobo được giữ lại tại Viện bảo tàng & Thư viện Ernest Thompson Seton tại Trại hướng đạo Philmont gần Cimarron, New Mexico.

## Ảnh hưởng
Cho tới khi ông mất năm 1946, Seton trở thành người nhiệt thành bảo vệ loài sói, loài động vật vốn trước đó vẫn bị gắn tiếng xấu. "Kể từ sau Lobo", ông viết, "mong muốn chân thành nhất của tôi là làm mọi người hiểu được rằng mỗi loài động vật hoang dã là một di sản quý giá mà chúng ta không có quyền phá hoại, không có quyền cướp đi khỏi thế hệ con cháu chúng ta." 
Câu chuyện về Lobo làm bao người Mỹ và thế giới cảm động, và góp phần làm thay đổi nhận thức con người về thiên nhiên, khích lệ sự khởi đầu phong trào bảo vệ môi trường. Câu chuyện gây ảnh hưởng sâu sắc đến một trong những nhà hoạt động truyền thanh và tự nhiên học, Huân tước David Attenborough, và là nguồn cảm hứng cho bộ phim của hãng Disney năm 1962, Huyền thoại Lobo (The Legend of Lobo). Câu chuyện về Lobo cũng là chủ đề bộ phim tư liệu của đài BBC do Steve Gooder năm 2007.